# Csergheő Ferenc
Nemestacskándi Csergheő Ferenc (Pozsony, 1775. november 25. – 1855. július 26.) császári és királyi tanácsos, a dunántúli királyi tábla ülnöke.

## Élete
Édesapja Torna vármegyei Csergheő Mihály 1760-tól királyi testőr, később helytartótanácsos, édesanyja illovai Lászlóffy Klára volt. Jogi tanulmányait a pozsonyi akadémián végezte el 1795. augusztus 20-án, azután ügyvédkedett, és 1796-ban a királyi tábla jegyzője lett Pesten. Később Károly Ambrus hercegprímáshoz, esztergomi érsekhez ment titkárnak. Az érsek 1809-ben bekövetkezett halála után, 1810. április 27-én, mint jegyzőt a kőszegi kerületi táblához nevezték ki. Később ugyanott ülnök, majd 1833. május 2-án királyi tanácsos lett; több ízben kormánybiztosi minőségben is működött. Beszélt magyarul, németül, latinul, olaszul, franciául, spanyolul, görögül. Öt nyelven irt. Több külföldi tudós társaságnak is tagja volt.

## Munkái
- Von den Ursachen pflichtwidriger Handlungen und den Mitteln dagegen. Pest, 1806. (Egy szakasza Őrhegyi által fordítva megjelent a Tud. Gyűjt.-ben 1839. X. és több mutatvány belőle a Társalkodóban 1845. 26–29. sz. Szelestey László által fordítva.)
- Historia tabulae judiciariae districtualis Trans-Danubianae ab instaurationis tempore seu anno 1724. usque ann. 1824. Sopronii, 1824.
- Aufsätze philosophischen, historischen und politischen Inhalts, zur Beförderung des öffentlichen und Privatwohles, Güns, 1846. (Szerző összegyűjtött munkáinak programmja, összes megjelent és kéziratban maradt cikkeinek repertóriumával.)

### Kéziratban
Collectio genealogica, Tabulae genealogicae nobilium regni Hungariae familiarum, A nyelvről és szüksége határairól (Kőszeg, 1830.), 1793-tól magyar, latin, német, franczia s olasz nyelven irt verseivel és czikkeivel együtt az Országos Széchényi Könyvtárban.
Az 1807. országgyűlés irományaihoz s naplójához a betűrendes Indexet is ő készítette. Könyvtárát fia a kőszegi gymnasiumnak ajándékozta.
Számos nevelési, helyrajzi s egyéb tárgyú értekezése a következő lapokban jelentek meg: a pozsonyi Unterhaltungsblatt (1812–16. 1818. 1820. 1825–26. 1834.) és Aehrenlese (1827–33), Wanderer (1816–18, 1820–21, 1823), Tudom. Gyűjtemény (1825–26. VI. 1827. VI. 1839. X. 1841. VII-VIII.), Sas (VIII. 1831.), Spiegel (1831), Pannonia (1839, 1843), Századunk (1841. 87. sz.), Pressburger Zeitung (1843), Hirnök (1844. 2. sz.), Társalkodó (1845), Zuschauer (1845), Jugendblätter (1845).